# Cuisine classique
Cuisine Classique es un estilo de cocina francesa vigente desde finales del siglo XIX hasta finales del siglo XX, basado en los planteamientos teóricos y prácticos plasmados en su Guide culinaire por Auguste Escoffier, chef francés que renovó la cocina francesa -y por ende europea- a partir de las bases técnicas y artísticas de la Cocina Tradicional Francesa, y más directamente de la Haute cuisine. 

## Origen
La gran revolución que supuso la Cuisine Classique respecto de las corrientes existentes hasta el momento en la profesión se sustentó a partir de la simplificación, aligeración y refinamiento de las ideas culinarias y de organización del trabajo de cocina tradicionales. La práctica culinaria se basaba hasta entonces en los ingredientes y técnicas de cocción y elaboración fuertemente tradicionales de los pequeños establecimientos hosteleros europeos, así como en los protocolarios métodos de trabajo de la Haute cuisine de palacios y grandes hoteles aristocráticos. 
En esencia, la Cuisine classique no hizo sino concretar y estructurar el corpus de teoría culinaria y organizativa planteada por chefs como Antoine Carême –creador de la Haute cuisine-, Jules Gouffé y Urbain François Dubois. La renovación que supuso esta teoría hostelero-culinaria se sustentó a partir de la fijación, simplificación y refinamiento de las ideas técnicas y organizativas existentes hasta la época, con el fin de adaptar el arte culinario a la vida activa de las clases burguesas de finales del siglo XIX y principios del siglo XX. 
La Cuissine Classique fue la base teórica y práctica que rigió el funcionamiento de la mayoría de los grandes restaurantes y hoteles de Europa hasta el surgimiento de la Nouvelle cuisine, en la década de 1970, y todavía ejerce una importante influencia en la base culinaria de una gran cantidad de establecimientos hosteleros -y formativos- alrededor del mundo. Aun así, los establecimientos de restauración que en la actualidad se orientan por una carta y modo de trabajo basados en los principios y recetas de la Cuisine Classique son considerados dentro de la profesión como anacrónicos, si bien siguen teniendo una clientela fiel a sus recetas y servicio refinado.

## Principios e innovaciones
Las más importantes innovaciones de la Cuissine Classique respecto de la Cocina Tradicional Francesa (tomados y depurados desde la Haute cuisine) las podemos encontrar en la elaboración de los platos y en su presentación al comensal, así como en la organización del trabajo en la cocina. Fundamentalmente, fueron las siguientes:
- Sofisticación de las recetas, tanto en las técnicas y procedimientos para su elaboración como en la cantidad y calidad de las materias primas utilizadas. Esto llevó a la introducción y fijación de multitud de ingredientes y técnicas canónicas necesarias para la elaboración de cada receta, permitiendo así el enriquecimiento del arte culinario y su progresiva entrada en el grupo de las artes. De todas formas, la Cuisine Classique pecó quizá en exceso de inflexible y recargada en lo que a sus planteamientos teóricos se refiere, ya que se basó casi exclusivamente en los planteamientos teóricos de la Guide culinaire de Auguste Escoffier. Esta rigidez sería una de las causas de su posterior declive.

- Formalización del proceso de elaboración de recetas y salsas. Las recetas pasan a ser concisas y correctas, debiendo ser comprensibles por cualquiera que trate de seguirlas. Esta concreción tiene mucho que ver con el planteamiento de Auguste Escoffier en el sentido de entender la labor del cocinero como componente de un grupo de trabajo organizado, al estilo de las por entonces emergentes cadenas de montaje fabriles.

- Introducción en las cocinas profesionales del sistema de brigadas, comandadas por un Jefe de Partida y bajo la dirección del Chef y Sous Chef. Estas y otras modificaciones en el funcionamiento profesional de las cocinas europeas ayudaron a la dignificación de la profesión de cocinero, hasta entonces pobremente considerada.

- Sustitución en el servicio de sala del Servicio a la Francesa (servir todos los platos al comensal al mismo tiempo) por el Servicio a la Rusa (servir los platos progresivamente, en el orden ofrecido en el menú). Se estableció también la importancia de ofrecer un servicio refinado al cliente-comensal, trasladándose las bases del servicio de mesa aristocrático al servicio ofrecido en los restaurantes.

- Fijación del método de denominación de las preparaciones y recetas, exigiéndose, casi sin excepción, aparecer en su nombre el ingrediente principal, la guarnición, el método de cocción y el nombre de la salsa (p. ej. Terrine de foie de canard cuit aux pommes, sauce balsamique; terrina cocida de foie de pato a la manzana, salsa balsámica).

## Cuisine classique y Nouvelle cuisine
La Cuisine Classique gozó de una hegemonía casi absoluta en los restaurantes europeos y grandes hoteles del mundo hasta que la difusión de las fuertes críticas que algunos especialistas -principalmente los franceses Henri Gault y Christian Milleau- le dedicaron a partir de 1972 la hicieron caer en declive. Dichas críticas se basaron fundamentalmente en la rigidez de sus planteamientos culinarios, basados casi exclusivamente desde su nacimiento en los textos de Auguste Escoffier. Se la culpó de no permitir desarrollar la creatividad a los cocineros, así como de requerir procedimientos muy elaborados y recargados. Se la acusó también de obviar la base culinaria tradicional en lo que a materias primas y elaboraciones regionales se refiere, estando como estaba basada en platos sin casi arraigo en las recetas tradicionales. También se la acusó de resultar excesivamente fuerte en sabores, así como de cocinar en exceso los alimentos y ocultar las preparaciones y recetas bajo largos, complicados y enrevesados nombres.
Todas estas críticas, y la subsiguiente corriente teórica nacida al abrigo de sus promotores llevaron a la aparición de la Nouvelle cuisine, corriente concebida como un intento de reavivar el interés por las cocinas regionales (Cuisine du terroir), combinadas con nuevos estilos, técnicas y sabores en la elaboración de las recetas. 
Aun así, las técnicas de la Cuisine classique forman parte hasta hoy en día del corpus teórico básico de la gran mayoría de las escuelas culinarias contemporáneas (p. ej, Basque culinary center), y las recetas de la Guide culinaire son todavía consideradas -al menos en Europa- como el eje fundacional de la cocina moderna, de donde habrían surgido todas las elaboraciones, recetas y sabores actuales.